# 卢天骄
卢天骄（1934年12月—2021年8月1日），女，籍贯广东中山（在今珠海市香洲区境），生于上海，中国第一位女性邮票设计家。

## 生平
父亲是一名医生，由家乡香山县（中山县）上栅村迁至上海。1934年，她出生在上海。1950年代，进入杭州国立艺专。1954年，卢天娇毕业于中央美术学院，同年到邮电部从事专业邮票设计工作。历任中华人民共和国邮电部邮票发行局设计室副主任、国家邮政局邮票印制局高级工艺美术师。她还是全国政协委员、中国民主建国会会员、中国美术家协会会员。1960年，她曾荣获全国三八红旗手荣誉称号。她对邮票设计、装饰绘画十分擅长。

## 作品
她的代表作品有《周恩来逝世一周年》、《〈中华人民共和国成立三十周年〉纪念邮票第四组〈欢庆〉》、《中华人民共和国名誉主席宋庆龄同志逝世一周年》等纪念邮票，《中国古代钱币》特种邮票（曾获“1982年国家年度奖”）。其他如《第二十三届奥运会》、《吴昌硕作品选》、《中华人民共和国宪法》、《郑板桥作品选》、《吉林雾凇》等邮票也曾获奖。